# Tadeusz Chruściński
Tadeusz Marian Chruściński (ur. 19 sierpnia 1932 w Błoniu, zm. 11 listopada 2018) – polski piłkarz i trener piłkarski związany głównie z Legią Warszawa, podpułkownik Wojska Polskiego.

## Życiorys
Jako piłkarz występował w pomocy i ataku, broniąc barw zespołu ze Szprotawy oraz klubów warszawskich: AZS, Lotnika i Okęcia. W Lotniku i Okęciu był również trenerem.
W 1963 rozpoczął pracę w Legii Warszawa, gdzie zatrudniony był m.in. na stanowisku koordynatora i kierownika Młodzieżowej Sekcji Piłki Nożnej CWKS Legia Warszawa. Przez wiele lat szkolił klubowe drużyny młodzieżowe, a w 1969 w Lublinie wywalczył z juniorami mistrzostwo Polski. W tym samym roku zespół ten zdobył również tytuł mistrza Wojska Polskiego. Od lipca 1971 do maja 1972 Chruściński piastował funkcję trenera pierwszej drużyny Legii. W rozgrywkach ligowych sezonu 1971/1972 legioniści zajęli trzecie miejsce (Chruściński prowadził zespół w 16 spotkaniach), dotarli też do finału Pucharu Polski (zwolniono go przed finałem), a z Pucharu UEFA zostali wyeliminowani w 1/16 finału. Chruściński prowadził też w tym klubie zespół rezerw.
Był absolwentem Akademii Wychowania Fizycznego w Warszawie, trenerem I klasy piłki nożnej, pracownikiem Wojsk Lotniczych w Warszawie, a także zawodowym oficerem (osiągnął stopień podpułkownika WP). W zawodzie pracował 48 lat, służył w wojsku 30 lat.
Uhonorowany wieloma odznaczeniami państwowymi i resortowymi m.in. Krzyżem Kawalerskim Orderu Odrodzenia Polski, Złotym i Srebrnym Krzyżem Zasługi, odznakami Zasłużony Działacz Kultury Fizycznej i Zasłużony dla Warszawy oraz Złotymi Odznakami PZPN, WOZPN i Legii.
Zmarł 11 listopada 2018 w wieku 86 lat. Został pochowany na cmentarzu Wolskim w Warszawie.

### Statystyki trenerskie
| Klub           | Od           | Do          | Ogółem | Ogółem | Ogółem | Ogółem | Ogółem |
| Klub           | Od           | Do          | M      | Z      | R      | P      | Zwy %  |
| -------------- | ------------ | ----------- | ------ | ------ | ------ | ------ | ------ |
| Legia Warszawa | 4 lipca 1971 | 5 maja 1972 | 26     | 15     | 6      | 5      | 57,69% |
| Łącznie        | Łącznie      | Łącznie     | 26     | 15     | 6      | 5      | 57,69% |

## Sukcesy
Legia Warszawa
- Ekstraklasa Trzecie miejsce: 1971/1972[a]
- Puchar Polski Finał: 1971/1972[b]
- MP juniorów Mistrzostwo: 1969